# Pittore di Amasis
Pittore di Amasis (fl. 560 a.C. / 515 a.C.) è il nome convenzionale assegnato ad un ceramografo attico attivo durante il periodo maturo della ceramica a figure nere.
Deve il suo nome al fatto che tra i circa 90 vasi che gli sono attribuiti, otto portano la firma del vasaio Amasis; al lavoro di quest'ultimo (si tratti o meno della stessa personalità) si deve gran parte della piacevolezza di questi vasi, plasmati da un artista dotato di propria e precisa individualità.

## Attività
Il Pittore di Amasis è stato un grande disegnatore con un forte senso decorativo. È una figura a parte rispetto al corso della ceramografia attica seguito da Exekias, di cui è contemporaneo, e per questa ragione egli è stato qualche volta ritenuto un immigrato dalla Ionia, origine alla quale si è tentato di ricondurre alcune sue personali e caratteristiche qualità. In realtà l'eleganza e il forte senso decorativo hanno origine in Kleitias e Nearchos e trovano corrispondenze nel lavoro dei Piccoli maestri. Dotato di qualità eminentemente attiche il Pittore di Amasis non ha potuto fondare alcuna scuola duratura, solo un piccolo numero di contemporanei minori ne ha ammirato la totale indifferenza rispetto al nuovo spirito introdotto da Exechias (e.g. Affecter).
Il repertorio formale e stilistico del Pittore di Amasis è vicino a quello del Pittore di Heidelberg (si vedano ad esempio i mantelli sfrangiati); le doti di eleganza, leggerezza e precisione tecnica ereditate da Kleitias lo rendono un miniaturista eccellente, ma non possiede la forza espressiva di Lido o di Exekias. Nelle sue prime opere rimane legato alle convenzioni e alle tradizioni precedenti, con figure allungate e dai movimenti angolosi. In seguito, a partire dal 540 a.C. circa, introduce nuovi schemi compositivi e aggiunge nuovi particolari decorativi, riprendendo modelli dai primi vasi a figure rosse; segue i cambiamenti del suo tempo senza essere un innovatore, come dimostra il ritorno alla tecnica a contorno per le figure femminili al posto della sovradipintura in bianco, una tecnica scarsamente utilizzata nel periodo maturo delle figure nere, ma che può trovarsi anche in alcune figure di Lido. Dipinge soprattutto vasi di piccole dimensioni, con rappresentazioni di guerrieri in scene molto formali, di vestizione o di incontro, o vivaci miti dionisiaci, rappresentazioni alle quali meglio si adattano le qualità di leggerezza che gli sono proprie, o ancora scene domestiche sempre ricche di dettagli e particolari.

## Opere attribuite

### Kylix

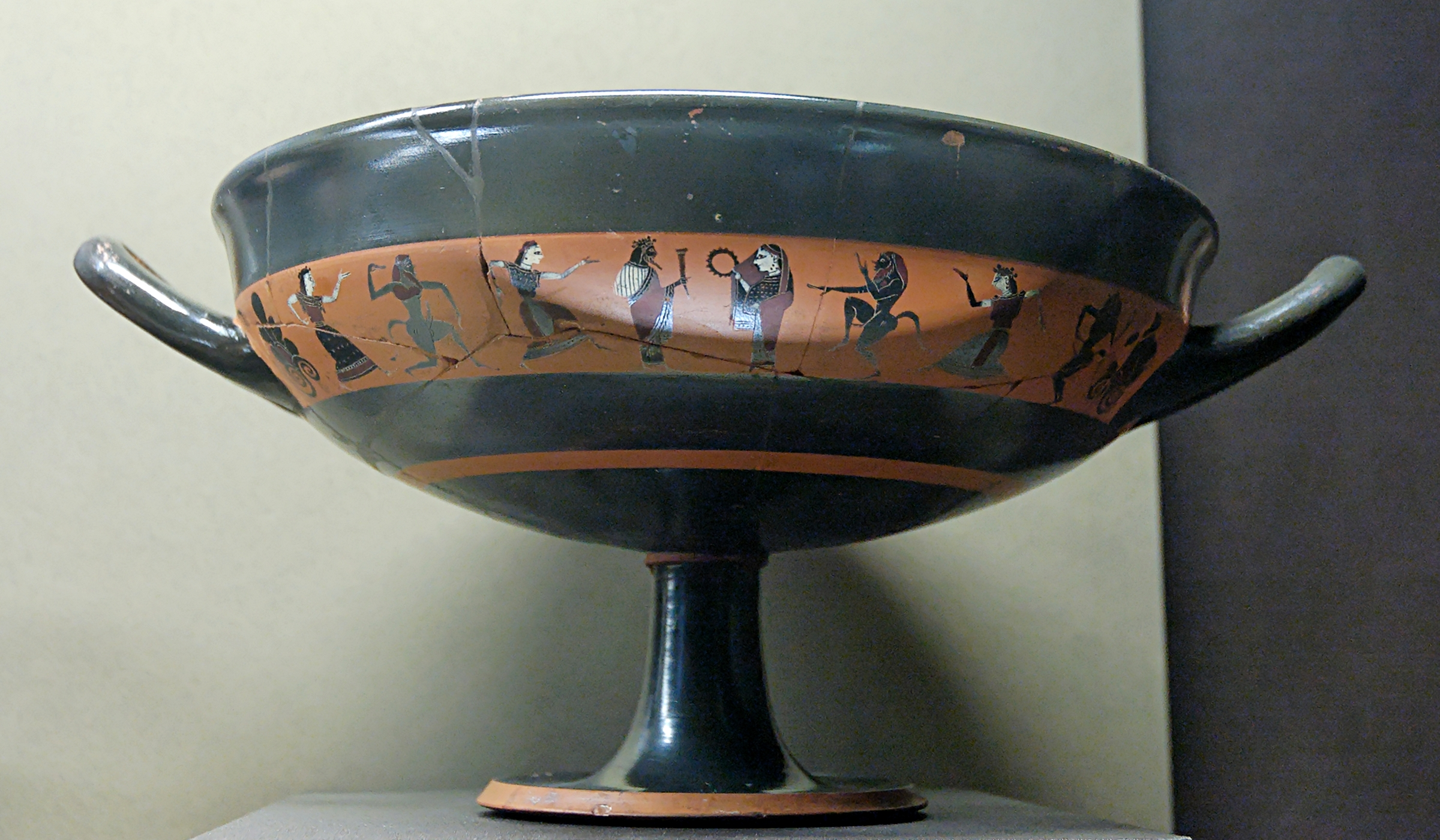
Kylix a figure nere F75, scena di combattimento e danza dionisiaca, Louvre

Restano molte band cups del Pittore di Amasis, ma non lip cups. La tazza del Louvre CA 2918 ha la parte superiore di una lip cup, ma il piede a stelo spesso è di tipo Siana, mentre la posizione e il carattere delle figure nella zona delle anse è tipico delle band cups. Si tratta probabilmente di un pezzo sperimentale. Anche lo skyphos A 479, sempre al Louvre, con scene di corteggiamento, appartiene ad una serie particolare di cui restano solo pochi esempi. La kylix 10.651 di Boston, del periodo tardo, è del tipo A, ma priva della spessa linea di raccordo tra la ciotola e lo stelo. Più interessanti la coppa firmata in Vaticano e quella non firmata di forma simile a Oxford. Sono esempi di coppa di tipo B, inventata alla fine del VI secolo a.C. e tipo dominante nella ceramica a figure rosse. La decorazione esterna è costituita da una sola figura su ciascuna metà e da un motivo floreale su ciascuna maniglia. Come nelle anfore a collo distinto di Boston (01.8027), le figure non hanno alcuna linea di base, inoltre lo stelo è riservato e non nero. La coppa del Vaticano ha un piccolo gorgoneion all'interno mentre la coppa di Oxford è nera, salvo che per un piccolo cerchio e un punto.

### Anfore

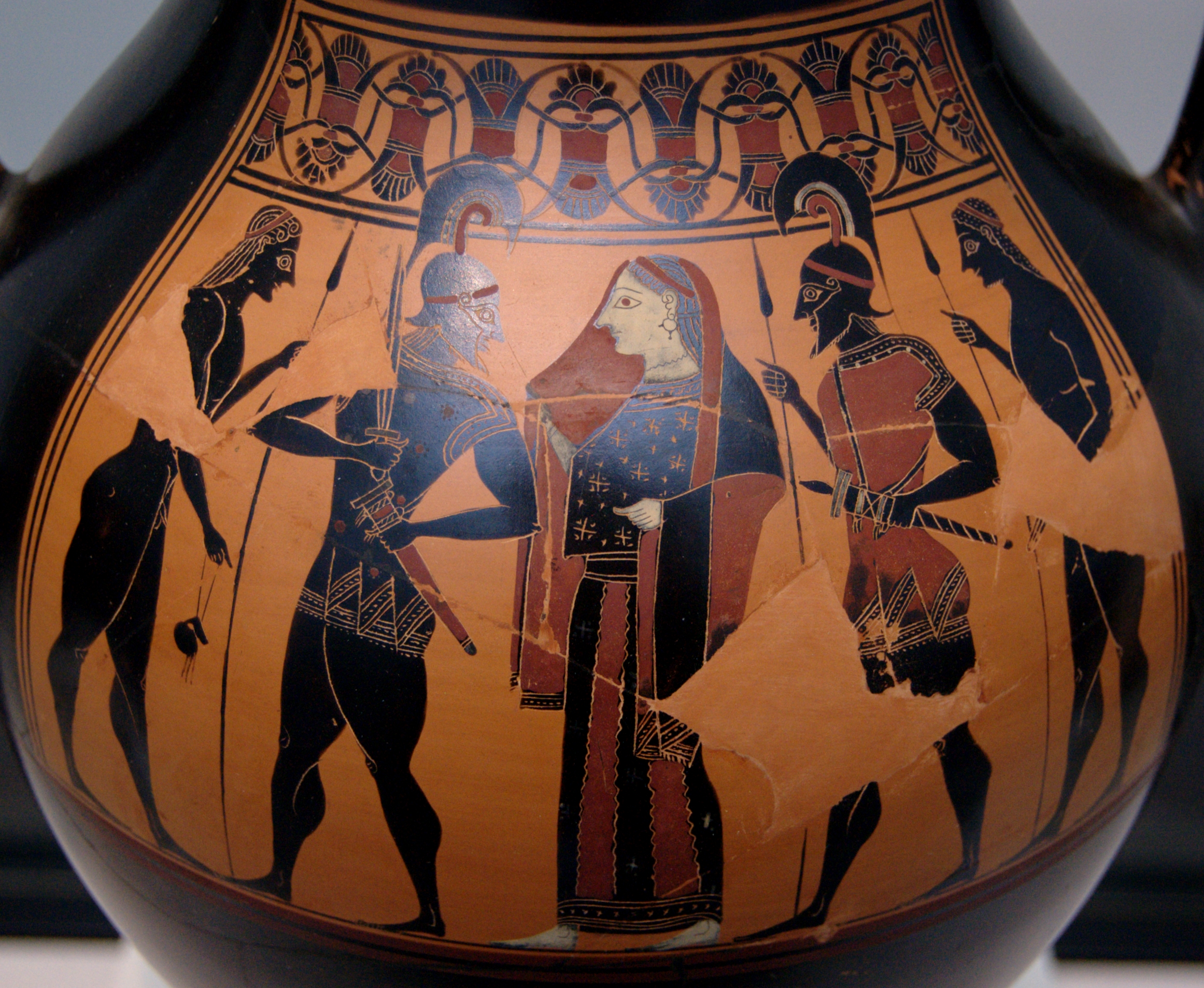
Pittore di Amasis, Anfora con Elena e Menelao, Staatliche Antikensammlungen 1383

Molte delle anfore decorate dal Pittore di Amasis appartengono al primo periodo della sua produzione; l'anfora di New York (Metropolitan Museum of Art, 06.1021.69), con una scena di vestizione del guerriero su entrambi i lati, è un'opera giovanile e molto formale; più recente è l'anfora di Monaco (Staatliche Antikensammlungen, 1383) che presenta uno schema compositivo meno paratattico e maggiore libertà nelle pieghe dei panneggi. Allo stesso periodo dell'anfora di Monaco appartiene il gruppo di anfore dell'Antikensammlung di Berlino (F1988 - F1992).
Al periodo intermedio dell'attività del Pittore di Amasis viene assegnata l'anfora L 282 (L 265) di Würzburg, al Martin von Wagner Museum, un'anfora a collo continuo di tipo A dedicata a Dioniso, con una rappresentazione della vendemmia. Nella miniatura sopra il pannello principale Dioniso è seduto tra satiri e menadi danzanti, mentre sull'altro lato del vaso danza (la prima immagine nota in cui Dioniso si unisce alla danza invece di restare immobile al centro del corteo danzante) tenendo rametti di edera e un kantharos, che un satiro riempie da un otre guardando verso l'osservatore.
La migliore delle due anfore a collo distinto firmate e conservate al Museum of Fine Arts di Boston, la 01.8027, è incompleta e il piede non è originale. La complessità del panneggio e la consistenza delle figure mostrano che si tratta di un lavoro successivo rispetto alla già tarda anfora 222 conservata a Parigi al Cabinet des Médailles, con Dioniso e due baccanti abbracciate su un lato, e con Atena e Poseidone sull'altro. Nell'anfora di Boston, con la vestizione di Achille e una disputa per il tripode, il disegno della muscolatura è databile agli anni venti o dieci del VI secolo a.C. essendo tratto stilistico contemporaneo al Gruppo di Leagros e al lavoro a figure rosse di Euphronios. Una caratteristica insolita di entrambi i vasi di Boston è che i piedi delle figure non appoggiano su una linea del terreno.

### Olpai

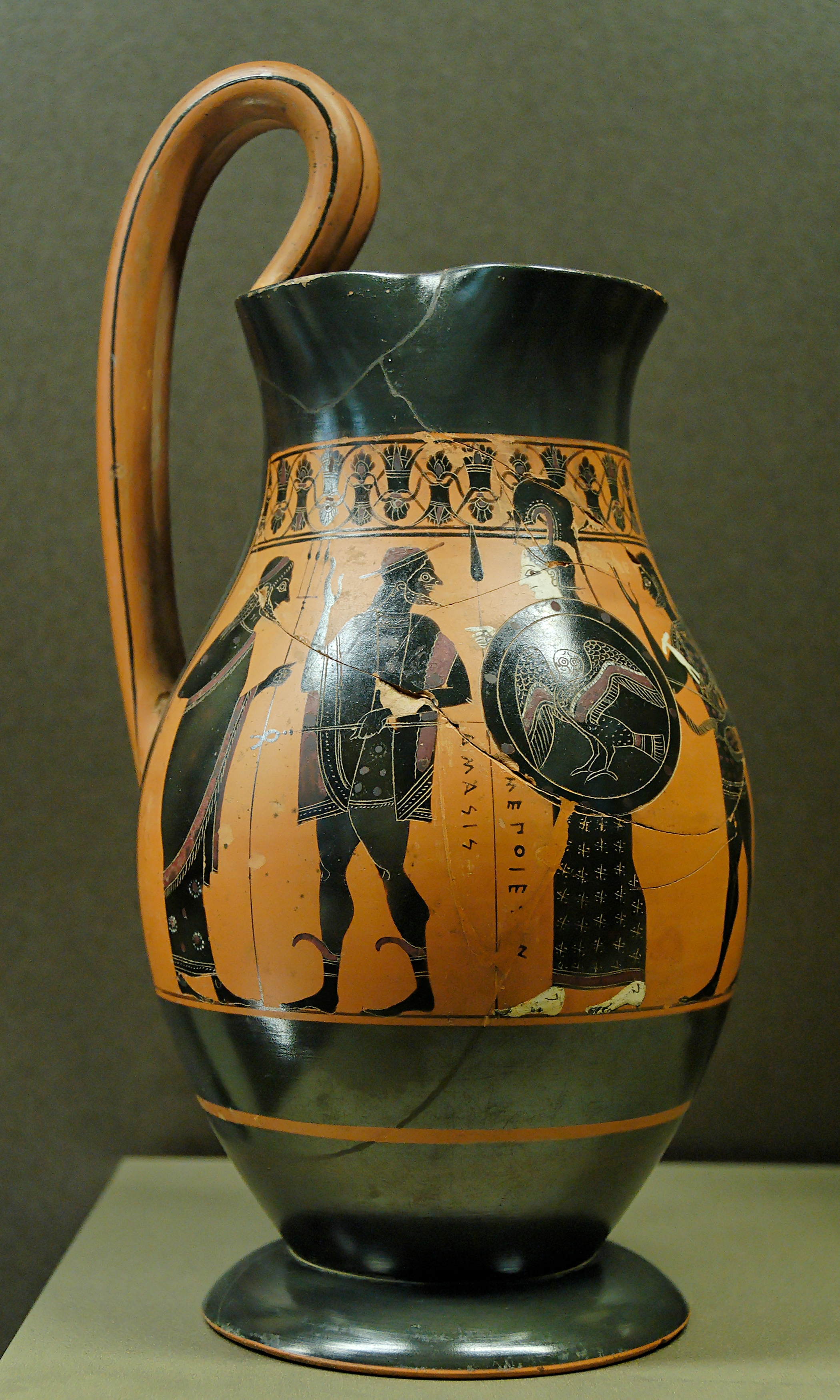
Olpe a figure nere. Terzo quarto del VI secolo a.C. Eracle introdotto in Olimpo e ricevuto da Poseidone; Hermes e Atena. Parigi, Museo del Louvre, F 30.

Le olpai sembrano popolare preferibilmente il secondo periodo dell'attività del Pittore di Amasis, come l'olpe del Louvre F 30 con l'introduzione di Eracle nell'Olimpo o come la più evoluta olpe conservata al British Museum B 471, con Perseo e la Gorgone.

### Altre opere attribuite
- Pinax frammentario a figure nere proveniente dall'Acropoli di Atene, decorato con una figura di Atena, Museo archeologico nazionale di Atene Acr. coll. 2510.
- Anfora di tipo B con scene dionisiache Indiana University Art Museum di Bloomington (Indiana) 71.82.
- Anfora a collo distinto firmata dal ceramista Amasis, al Museum of Fine Arts di Boston 01.8026.
- Olpe  con il ritorno del cacciatore al British Museum di Londra B 52.
- Anfora di tipo B con cavalcata su un lato e scena dionisiaca sull'altro, allo Staatliche Antikensammlungen di Monaco di Baviera 8763.
- Anfora di tipo b con partenza del guerriero su entrambi i lati al Metropolitan Museum of Art di New York 56.171.10.
- Anfore di tipo B F 25, F 26 e F 36 e la band cup F 75 al Museo del Louvre di Parigi.